# Scherzi del cuore
Scherzi del cuore (Playing by Heart) è un film del 1998 diretto da Willard Carrol. In Italia, il film è uscito il 23 aprile 1999.

## Trama
Meredith, regista di teatro, reduce da un matrimonio fallito, fa fatica a lasciarsi amare dal simpatico Trent. Joan, ragazza eccentrica e logorroica, si innamora di Keenan, ragazzo strano che sembra snobbarla. In verità ha un problema serio. Paul sta morendo di cancro, è alla vigilia del 40º anniversario di matrimonio con l'adorata moglie Hannah, ma arriva lo spettro di una ex-ragazza a mettere un muro tra i due.
L'amore tra Gracie e Hugh sembra essere finito dopo anni di matrimonio, ma una storia extraconiugale con un prete convince Gracie che Hugh è ancora l'uomo che ama. Alla festa dell'anniversario di matrimonio tra Paul e Hannah, si scopre il legame tra le vicende dei protagonisti: Meredith, Joan e Gracie sono infatti sorelle e figlie della coppia.

## Riconoscimenti
- 1998 - National Board of Review Award
  - Miglior performance rivelazione femminile ad Angelina Jolie